# یوبیشک
یوبیشک (به لاتین: Ubiškė) یک منطقهٔ مسکونی در لیتوانی است که در Telšiai district municipality واقع شده‌است.

## خصوصیات
یوبیشک ۲۱۵ نفر جمعیت دارد.